# Редкин, Андреас
Андреас Редкин (швед. Andreas Redkin; Пустой шаблон {{ВД-Преамбула}} ) — шведский футболист, полузащитник АИК.

## Клубная карьера
Является воспитанником АИК, в котором прошёл весь путь от детских и юношеских команд до академии. С лета 2024 года стал привлекаться к тренировкам с основным составом. В декабре 2024 года подписал с клубом первый профессиональный контракт, рассчитанный на три года. 22 февраля 2025 года впервые сыграл за взрослую команду в матче группового этапа кубка страны против «Треллеборга». 31 марта во встрече первого круга с ГАИС дебютировал в чемпионате Швеции, появившись на поле в стартовом составе. В следующей встрече с «Норрчёпингом» в конце первого тайма получил травму крестообразной связки и выбыл на длительный срок.

## Карьера в сборной
В составе юношеской сборной Швеции до 17 лет принимал участие в чемпионате Европы на Кипре. На турнире провёл все три встречи группового этапа и отметился голевой передачей.

## Клубная статистика
| Выступление      | Выступление      | Выступление      | Лига | Лига | Кубки | Кубки | Конт. кубки | Конт. кубки | Итого | Итого |
| Клуб             | Лига             | Сезон            | Игры | Голы | Игры  | Голы  | Игры        | Голы        | Игры  | Голы  |
| ---------------- | ---------------- | ---------------- | ---- | ---- | ----- | ----- | ----------- | ----------- | ----- | ----- |
| АИК              | Алльсвенскан     | 2025             | 2    | 0    | 2     | 0     | 0           | 0           | 4     | 0     |
| АИК              | Итого            | Итого            | 2    | 0    | 2     | 0     | 0           | 0           | 4     | 0     |
| Всего за карьеру | Всего за карьеру | Всего за карьеру | 2    | 0    | 2     | 0     | 0           | 0           | 4     | 0     |